# Яковенко, Василий Григорьевич
Васи́лий Григо́рьевич Якове́нко (3 марта (15 марта) 1889, село Тасеево, Канский уезд, Енисейская губерния, Российская империя — 29 июля 1937, Москва, РСФСР) — организатор партизанского движения в Сибири в период Гражданской войны, советский государственный деятель, нарком земледелия РСФСР (1922—1923), нарком социального обеспечения РСФСР (1923—1926).

## Биография
Из крестьянской семьи, в возрасте 9-ти лет остался сиротой. Работал батраком. В 1910 году призван в армию, 4 года служил в инженерных частях. С 1914 года участвовал в Первой мировой войне, унтер-офицер, по собственным воспоминаниям, трижды награждён Георгиевским крестом, однако данный факт не имеет документального подтверждения. В июле 1917 года вступил в РСДРП(б). Вернувшись в Тасеево, в конце того же года стал председателем Тасеевского волостного уезда.
После чехословацкого мятежа, свергнувшего советскую власть в регионе, скрывался в подполье. В декабре 1918 года возглавил восстание в Тасеево и организовал партизанскую борьбу против колчаковких войск. Стал одним из создателей партизанской армии, которая насчитывала до 15 тысяч человек. Председатель Совета Северо-Канского партизанского фронта, руководил борьбой с колчаковским режимом до конца января 1920 года.
С 1920 по 1922 годы был председателем Канского ревкома и уездного исполкома. В начале 1922 года назначен заместителем председателя Красноярского губисполкома, но вскоре вызван в Москву. По рекомендации лично знавшего его И. А. Теодоровича с 9 января 1922 г. назначен народным комиссаром земледелия РСФСР. Его указывают горячим сторонником НЭПа.

В числе возможных кандидатов на этот пост разрешите назвать одну фигуру, на мой взгляд, имеющую к этому много данных. Это Василий Григорьевич Яковенко, сибиряк, крестьянин, старожил села Тасеевского, хлебнейшего села хлебнейшего в Восточной Сибири Канского уезда. По внешним данным — это мужик лет за 40, рослый, могучий, волосатый бородач от сохи, влюблённый в «землю». …На мой взгляд, он будет очень уместен на посту мужицкого наркома. Его дисциплинированность, преданность Соввласти — вне сомнений.
— Письмо И. А. Теодоровича В. И. Ленину, 12 декабря 1921 г.
С 1923 по 1926 год нарком социального обеспечения РСФСР. Делегат XII—XIII-го съездов РКП(б), в 1924—1925 годах — член Центральной контрольной комиссии РКП(б). Был членом ВЦИК. С 1928 г. работал в приемной председателя ЦИК М. И. Калинина председателем земельной и избирательной комиссии. С 1932 по 1935 год — в Госплане СССР, являлся там членом президиума и председателем национального бюро. С 1935 года был сначала членом совета НИИ новых лубяных культур при Наркомземе СССР в Москве, а затем директором этого института.
Арестован 9 февраля 1937 г., приговорен 29 июля 1937 г. Военной коллегией Верховного суда СССР к высшей мере наказания и расстрелян в тот же день, захоронен на кладбище Донского монастыря. Реабилитирован 30 июня 1956 г. ВКВС СССР.

## Семья
Первая жена — Мария Александровна Муллова. 
Вторая жена — Раиса Абрамовна Яковенко, репрессирована как жена «врага народа», 19 лет пробыла в лагерях и ссылке, затем жила в Москве.

## Награды
В «Записках партизана» упоминается награждение Василия Григорьевича тремя георгиевскими крестами, однако в сводных списках кавалеров Георгиевского креста нет данных об этих награждениях.

## Сочинения
- Записки партизана, М., Истпарт, 1925, то же, 2 изд., [Красноярск], 1968.

## Память
В 2013 году в селе Тасеево был установлен памятник Василию Григорьевичу Яковенко.